# Первое переходное правительство Сирии

Второй флаг правительства, используемый наряду с национальным флагом Сирии

Первое переходное правительство Сирии (араб. الحكومة الانتقالية السورية‎) — временное правительство на территории Сирии, установившееся 9 декабря 2024 года, на следующий день после падения Сирийской Арабской Республики во главе с Башаром Аль-Асадом. Правительство возглавляется членами Правительства спасения Сирии, до этого установленного террористической исламистской военно-политической организацией Хайят Тахрир аш-Шам, сыгравшей ключевую роль в свержении правительства Асада.
По заявлениям председателя коалиции сирийских оппозиционных сил Хади аль-Бахра переходное правительство будет функционировать 18 месяцев до полного перехода государственной власти в руки оппозиции.

## Формирование
После падения режима Башара Аль-Асада, 9 декабря 2024 года, эмир организации «Хайят Тахрир аш-Шам», по совместительству лидер «Правительства спасения Сирии» и де-факто глава государства Абу Мухаммад аль-Джулани в Telegram заявил, что сирийские государственные учреждения не будут немедленно захвачены новым правительством, а вместо этого будут временно подчинены премьер-министру Сирии Мухаммаду Гази аль-Джалали и его правительству до тех пор, пока не будет завершён полный политический переход в стране.
Также 9 декабря 2024 года стало известно, что новое временное правительство будет сформировано председателем «Правительства спасения Сирии» Мухаммедом аль-Баширом. Он должен будет занимать эту должность до 1 марта 2025 года.

## Деятельность
С самого начала функционирования временное правительство заявило, что на неопределённое время вводится комендантский час в трёх городах: Дамаск, Латакия и Тартус в период с 17.00 до 5.00. В первые дни работы переходное правительство в Сирии запретило принуждать женщин носить хиджаб.
29 марта 2025 года первое переходное правительство завершило свою работу, его сменило второе переходное правительство. Должность премьер-министра была упразднена, а правительство возглавил президент Сирии.